# Гленн Гантер
Гленн Гантер (англ. Glenn Hunter; 26 вересня 1894 — 30 грудня 1945) — актор театру та німого кіно, який здобув популярність у 1920-х роках на бродвейській сцені.

## Біографія
Його батьками були Ісая Гантер і Сара Гленн. Гантер почав виступати на Бродвеї, з'являючись у п'єсах з 1915 року. Його першим фільмом був «Справа Беккі» 1921 року, зіграв разом із Констанс Бінні, заснований на п'єсі 1912 року з Френсіс Старр у головній ролі. У 1922 році його бачили у фільмі Paramount The Country Flapper з Дороті Гіш і братами Хакетт, Реймондом і Альбертом.
У 1923 році Хантер знявся разом з Мері Астор у костюмованому фільмі «Пуританські пристрасті». Він зіграв роль Мертона у бродвейській п'єсі «Мертон із кіно» (1922). У 1924 році він зняв німий фільм за виставою Paramount Pictures. Зараз фільм вважається втраченим.
Гантер помер від раку в Нью-Йорку.
Гантер був одружений з Мей Іган.